# 旧下関英国領事館
旧下関英国領事館(きゅうしものせきえいこくりょうじかん)は山口県下関市唐戸町に現存する国内最古の領事館用途の建築である。1906年(明治39年)12月に竣工した煉瓦造2階建。1999年(平成11年)5月に国の重要文化財に指定された。

## 歴史
日清戦争後、朝鮮半島の政治経済的重要性に鑑み、駐日英国公使アーネスト・サトウの本国への具申により、1901年(明治34年)9月13日、英国政府は下関赤間町26番地に領事館を開設した。管轄区域は山口、広島、福岡、大分の4県で、初代領事はフランク・ウィリアム・ウオルター・プレイフェア(Frank William Walter Playfair)。ほどなく西南部町の瓜生商会内へ移転、手狭になったため下関市から提供された敷地に建てられたのが現在の旧下関英国領事館である。
領事館建設にあたっては、英国工務局上海事務所の建築技師長ウィリアム・コーワン(William Cowan)が当地を訪れ、敷地調査の上、設計に取りかかった。工務局のロンドン本局は1903年の設計案を却下、1905年の案に対してはベランダやペディメントの変更を指示した。しかし、本局生え抜きの技師長だったコーワンは1905年案を押し通し、クィーン・アン様式の設計を完成させた。日露戦争終戦後の1906年(明治39年)1月に神戸から工事管理者を雇い着工、同年12月に竣工した。
大陸の権益に関わる日英同盟(1902年締結、1923年失効)と、大陸との交通の接点である下関に置かれた領事館の活動期間はほぼ一致する。1922年(大正11年)5月、下関英国領事館は長崎英国領事監督下の領事事務館になり、下関英国瓜生商会支配人のロバート・マッケンジー(Robert Mckenzie)が下関領事事務官、同商会のトーマス・キャンベル・ロバートソン(Thomas Campbell Robertson)が領事事務官不在中の領事事務官代理として執務した。1940年(昭和15年)11月には臨時在長崎英国領事館出張所となり事務を執る者を置かなくなった。
第二次世界大戦後の1954年(昭和29年)、建物は下関市に300万円で買収された。以降、下関警察署唐戸地区出張所(1958～1968年)、下関市考古館(1970～1986年)として使用された。1987年に下関市指定有形文化財(建造物)に指定、1989年から一般公開された。1999年5月13日には国の重要文化財の指定を受け、2008年からの保存修理に伴う休館を経て2014年7月の再オープン後は記念館・市民ギャラリー等、公共の施設として利用されている。

### 平成の保存修理工事

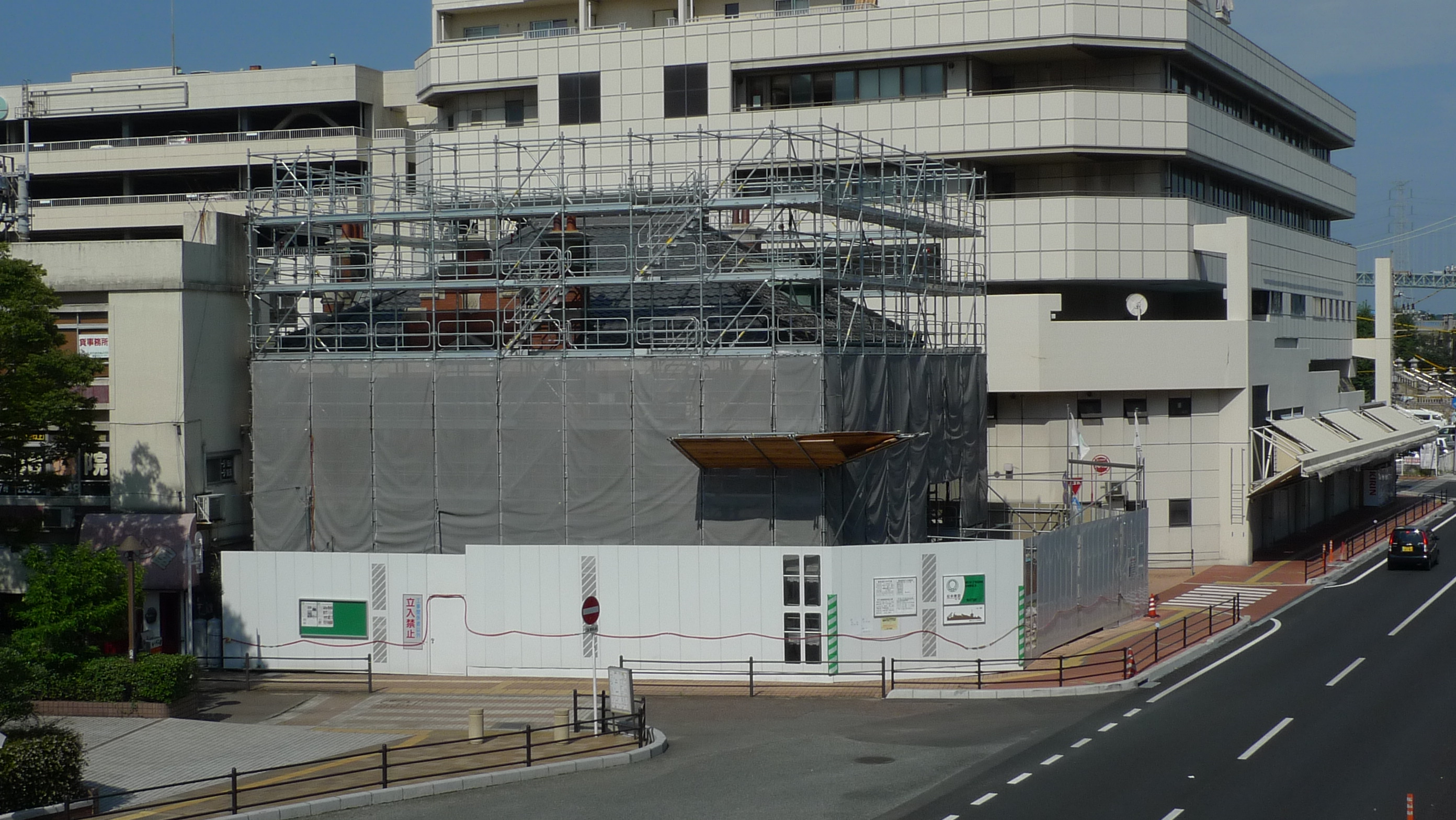
工事中の旧下関英国領事館(2009年8月)

2008年(平成20年)11月から2014年(平成26年)2月にかけて保存修理工事が行われ、同年7月にリニューアルオープンした。2014年(平成26年)3月末までの総事業費は8億7829万6883円、その内国庫補助は4億2914万6000円である。保存修理は仮設工事、半解体工事、調査を行う第1期工事と、構造補強を主とする第2期工事に分けて行われた。工事の落札金額はそれぞれ1億5200万円、4億9673万4000円である。
第2期工事では、建設当初の姿への復元や構造補強の他、約50cmの揚屋が行われた。これは、国道路面の嵩上げにより階段下部(本館西側・北側階段2段、東側1段)や基礎部が埋没、雨水が床下換気口から侵入する状態であったためである。西面玄関の鉄扉は地表面の上昇で開閉不能になったため1986年(昭和61年)に撤去されていたが、揚屋の結果、復旧が可能となった。液状化対策と揚屋時の反力確保のためCCP(Chemical Churning Pile)による地盤改良も行われた。なお、支持地盤は地下約12mの風化礫岩である。
構造補強としては、直径19 mmのアラミドFRP製差し筋が煉瓦壁の要所に挿入された。また、劣化したモルタルの目地の表層30～60 mmを削り取り、高強度無収縮モルタルを用いて直径3 mmのアラミドFRP製ロッドが埋め込まれた。
2013年(平成25年)10月25日に終わる予定だった工期は2回延長された。1回目は、揚屋のリスクとなる附属屋の基礎と壁のずれが発見されたことによる12月25日完了への計画変更である。2回目は新旧の漆喰蛇腹の不整合が原因で、結局翌年2014年(平成26年)2月28日の工事完了となった。いずれも第1期工事の調査で把握しきれなかった位置や寸法のずれが原因である。

## 施設
- 本館
  - 1階 - 展示スペース
  - 2階 - ミーティングルーム、喫茶＆パブ
  - 屋根裏部屋
- 附属屋 - ギャラリー

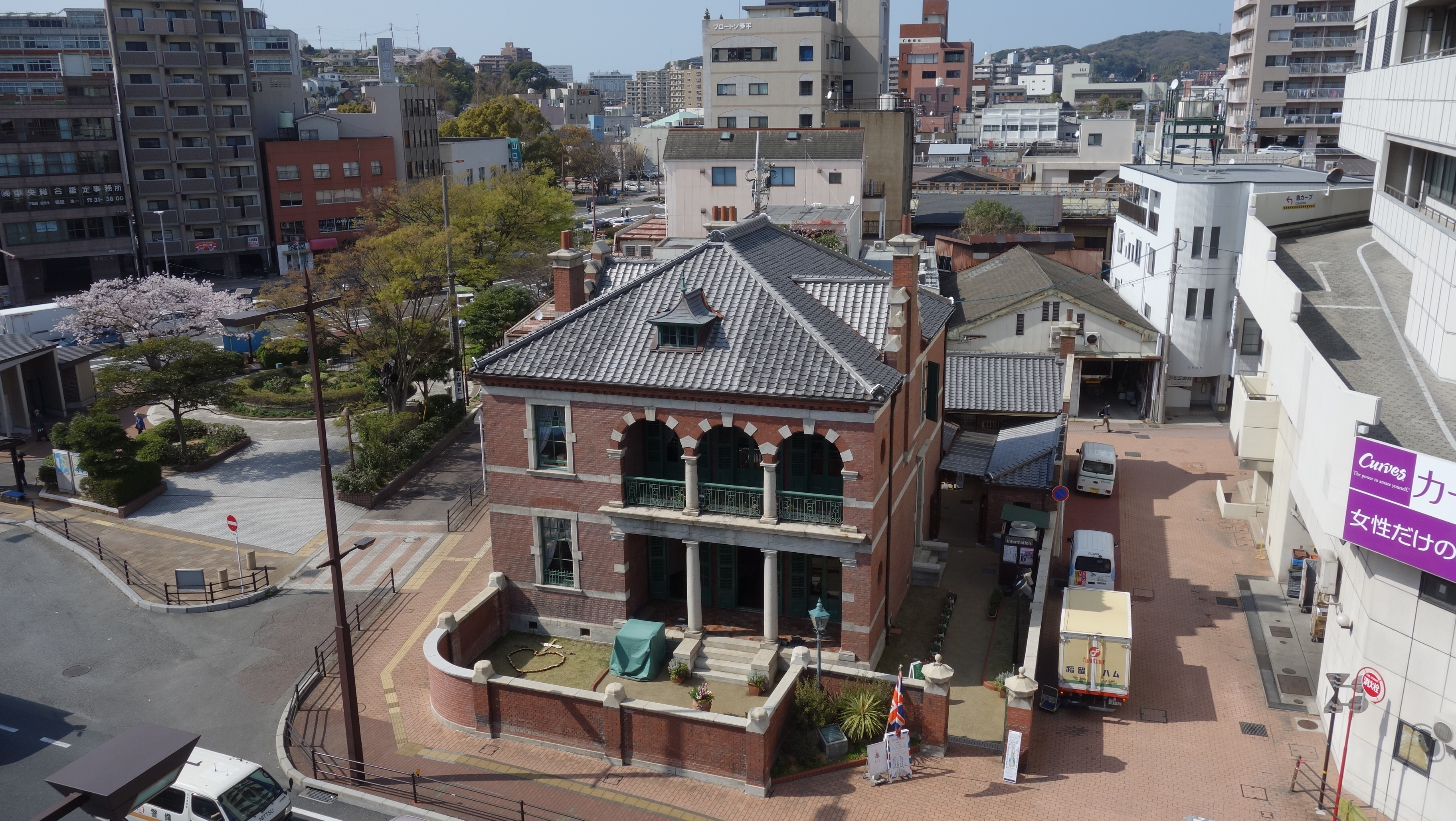
写真左下の敷地南西隅には警察出張所時代につくられた門があったが(保存修理工事報告書, 2014, p.52)保存修理工事により円弧状の煉瓦塀が復元された(2018年4月撮影)
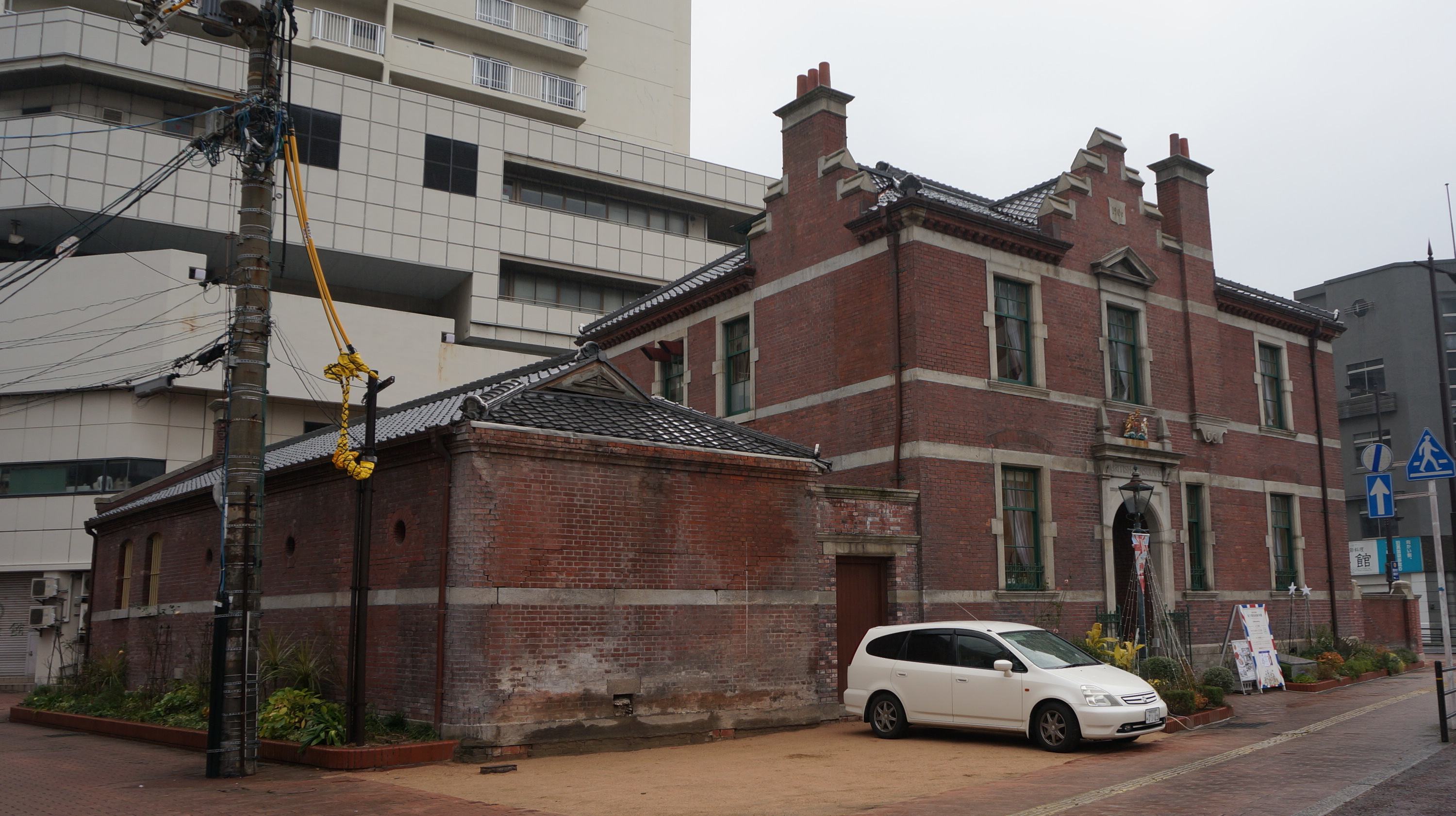
写真奥は本館、手前の平屋は附属屋。附属屋右端丸窓付近の煉瓦の色が異なる壁は1987年(昭和62年)に開けられた通路(保存修理工事報告書, 2014, p.51)を塞いだ跡(2017年1月撮影)
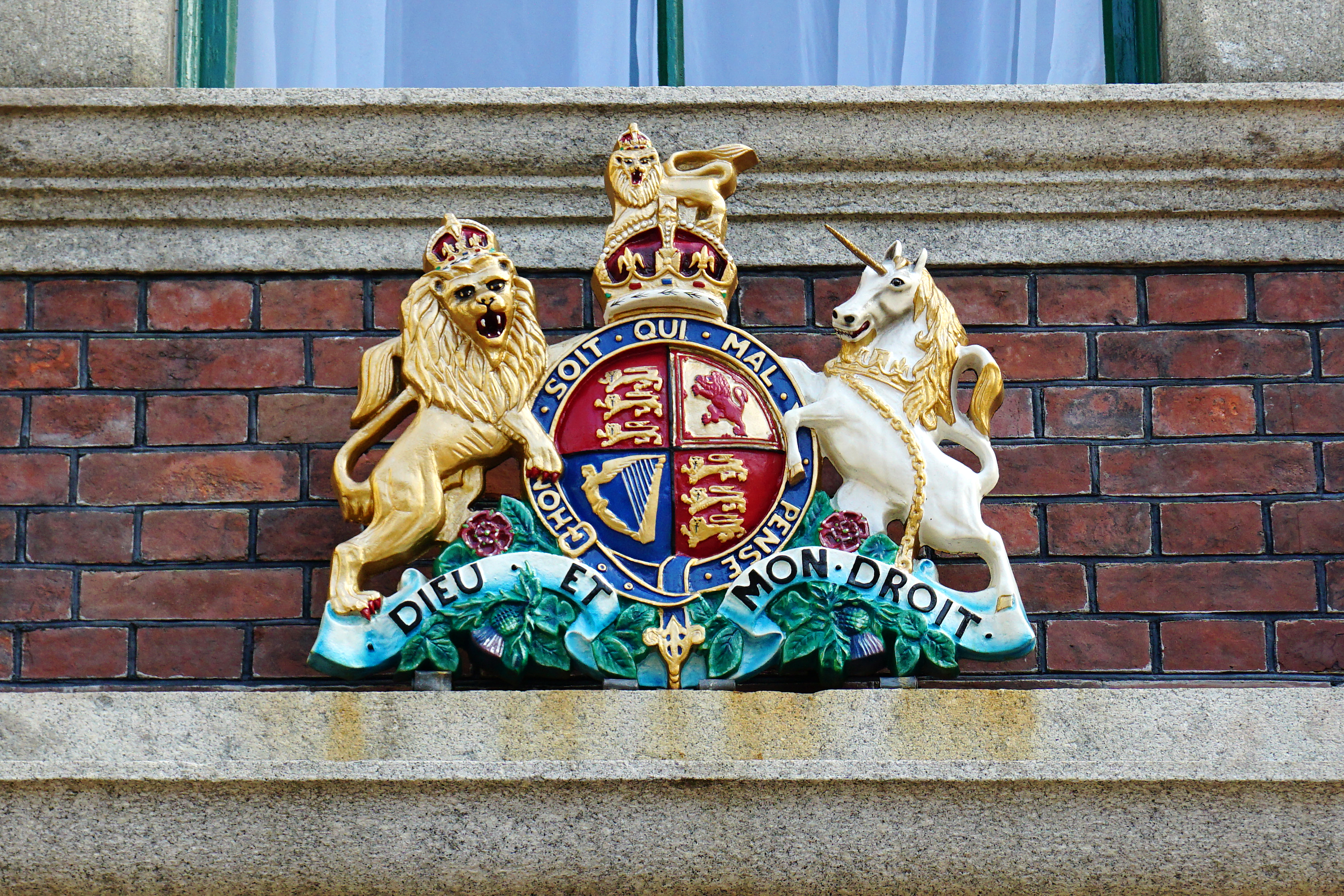
本館玄関上部の紋章。古写真から復元された鋳鉄製。領事館開設時の英国王はエドワード7世だったが、その前のヴィクトリア女王の紋章が掲げられていた(保存修理工事報告書, 2014, p.127)。
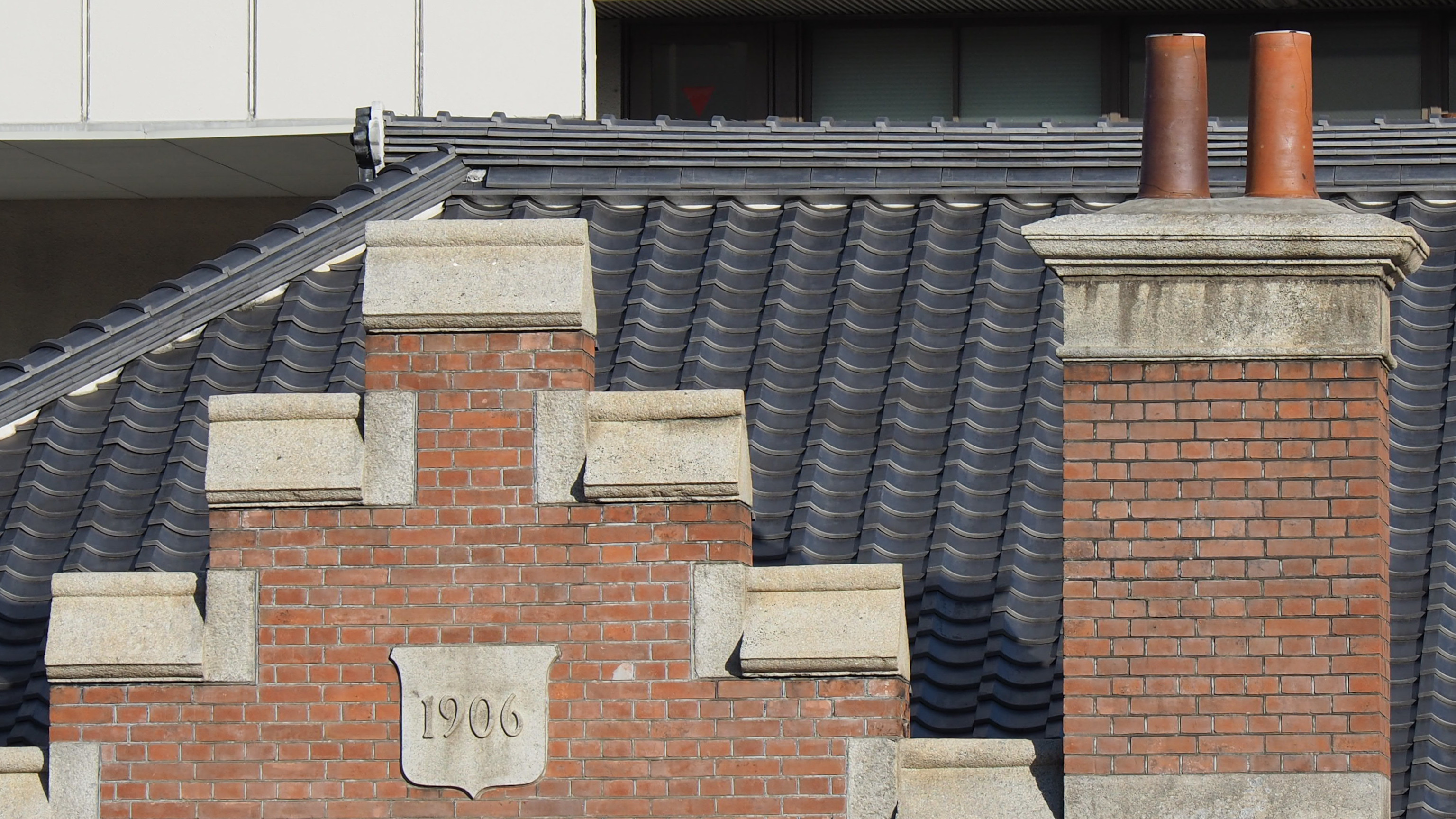
ファサード上端詳細。煙突突出部陶管の割れも補修された(保存修理工事報告書, 2014, p.127)。旧領事室・寝室暖炉を使うため、棟の裏側に位置する陶管(南東側。写真には写っていない)は樹脂補強せずボルト固定のSUS管で補修された(2022年1月撮影)
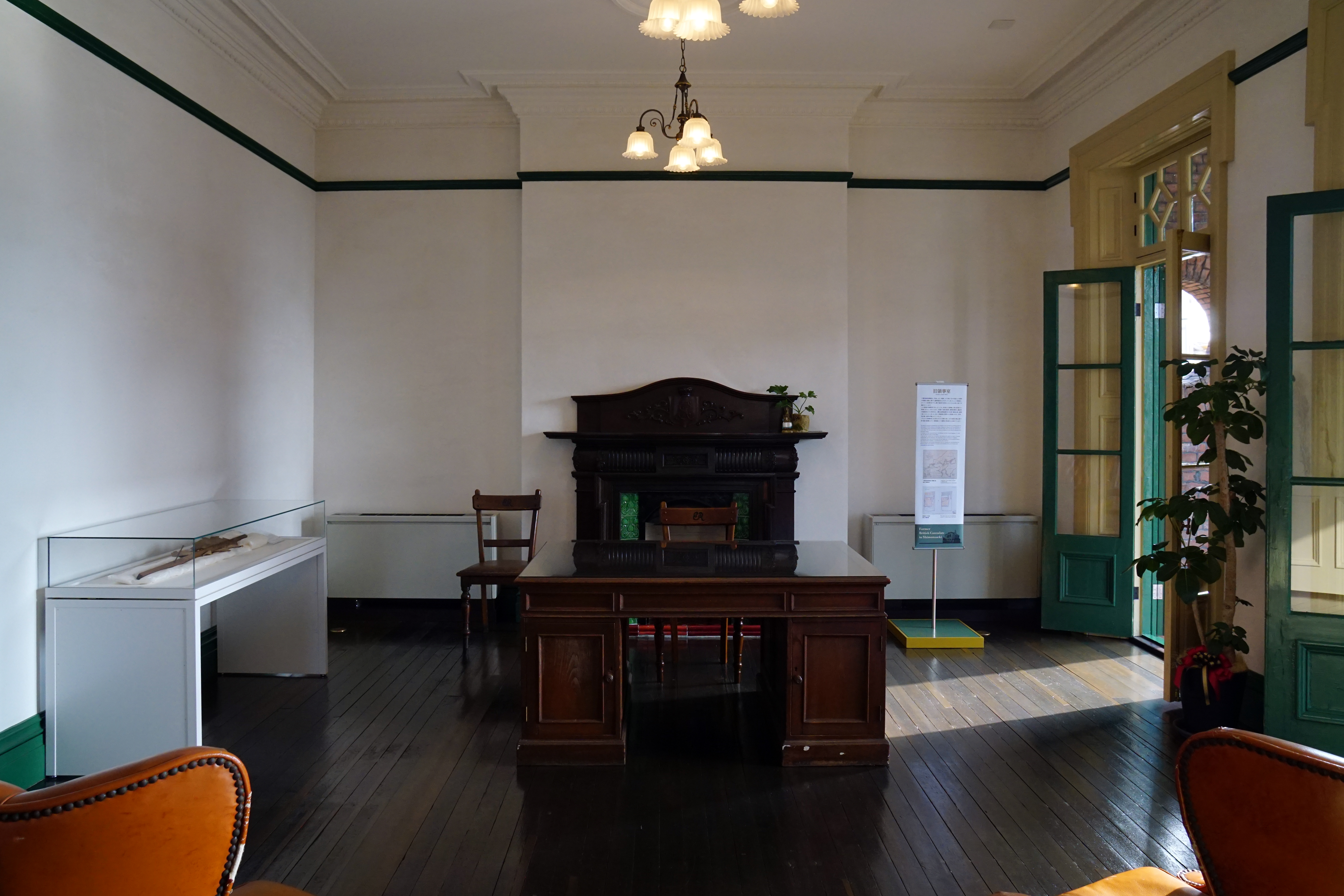
本館1階 領事室
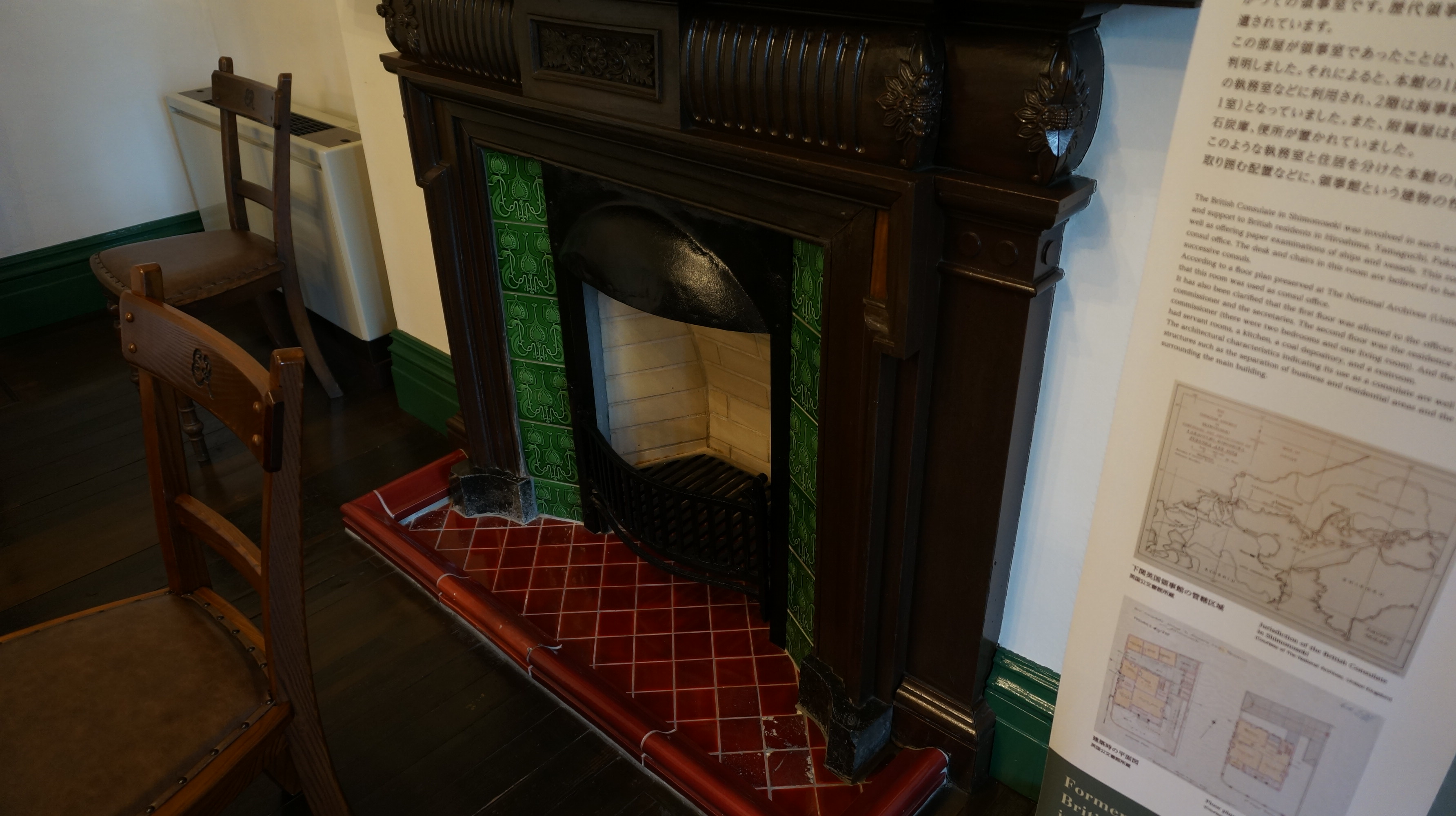
本館1階 領事室暖炉(2017年1月撮影)
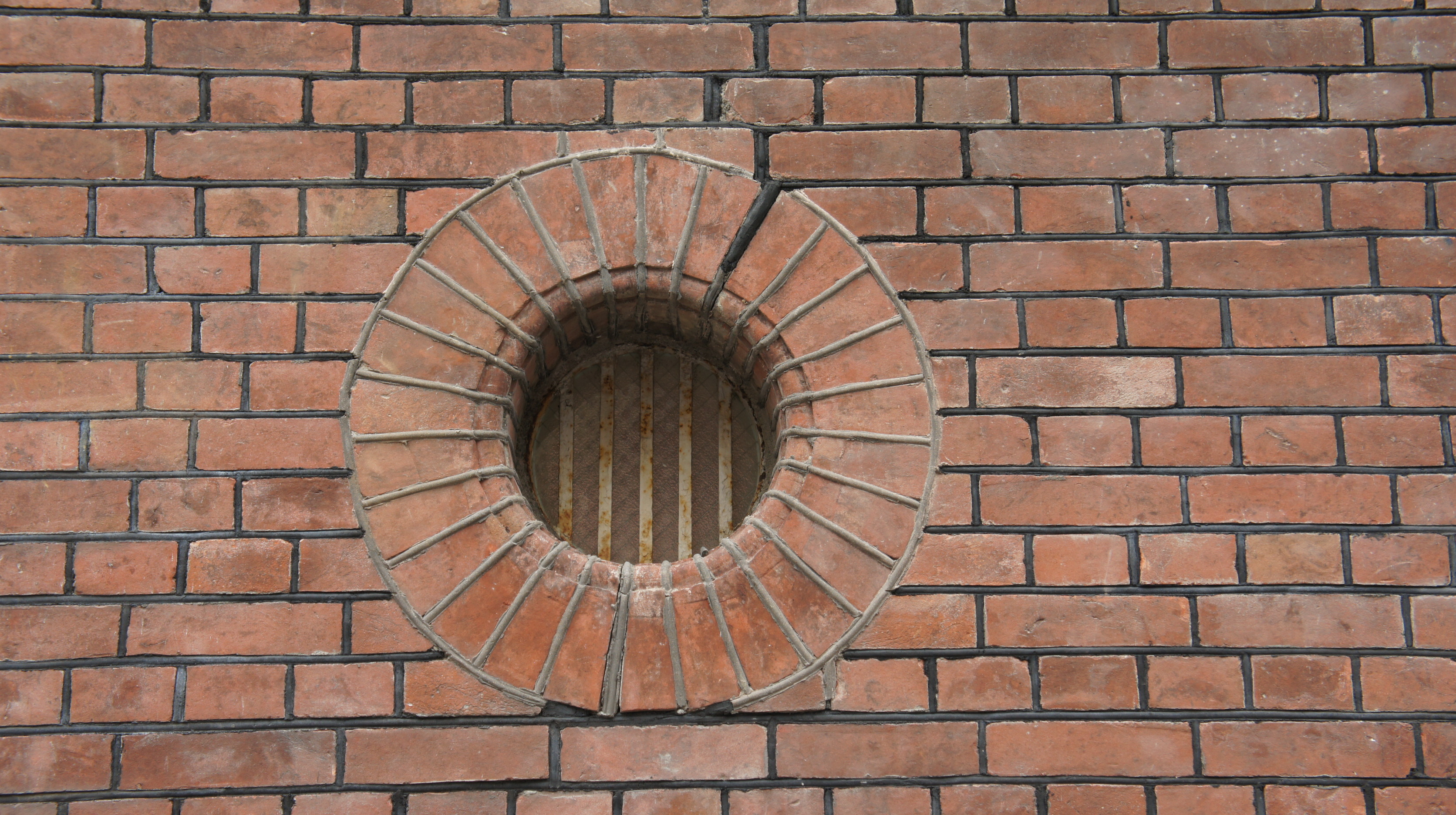
附属屋 北側煉瓦壁(2012年5月撮影)

## 利用情報
- 開館時間 - 本館1階：9時～17時、2階喫茶＆パブ：10時～18時、附属屋ギャラリー：9時～22時
- 休館日 - 火曜、年末年始、臨時休館あり
- アクセス - JR山陽本線 下関駅から サンデン交通バスで7分、「唐戸」下車すぐ

## 周辺
- 唐戸桟橋、カモンワーフ、唐戸市場
- 旧秋田商会ビル
- 下関南部町郵便局
- 亀山八幡宮
- しものせき水族館海響館